# Mattersburg (distrito)
Mattersburg é um distrito (Bezirk) da Áustria, situado no estado da Burgenlândia (Burgenland). A capital do distrito é a cidade de Mattersburg.